# 代爾巴赫河
51°23′25.81″N 7°4′31.01″E / 51.3905028°N 7.0752806°E

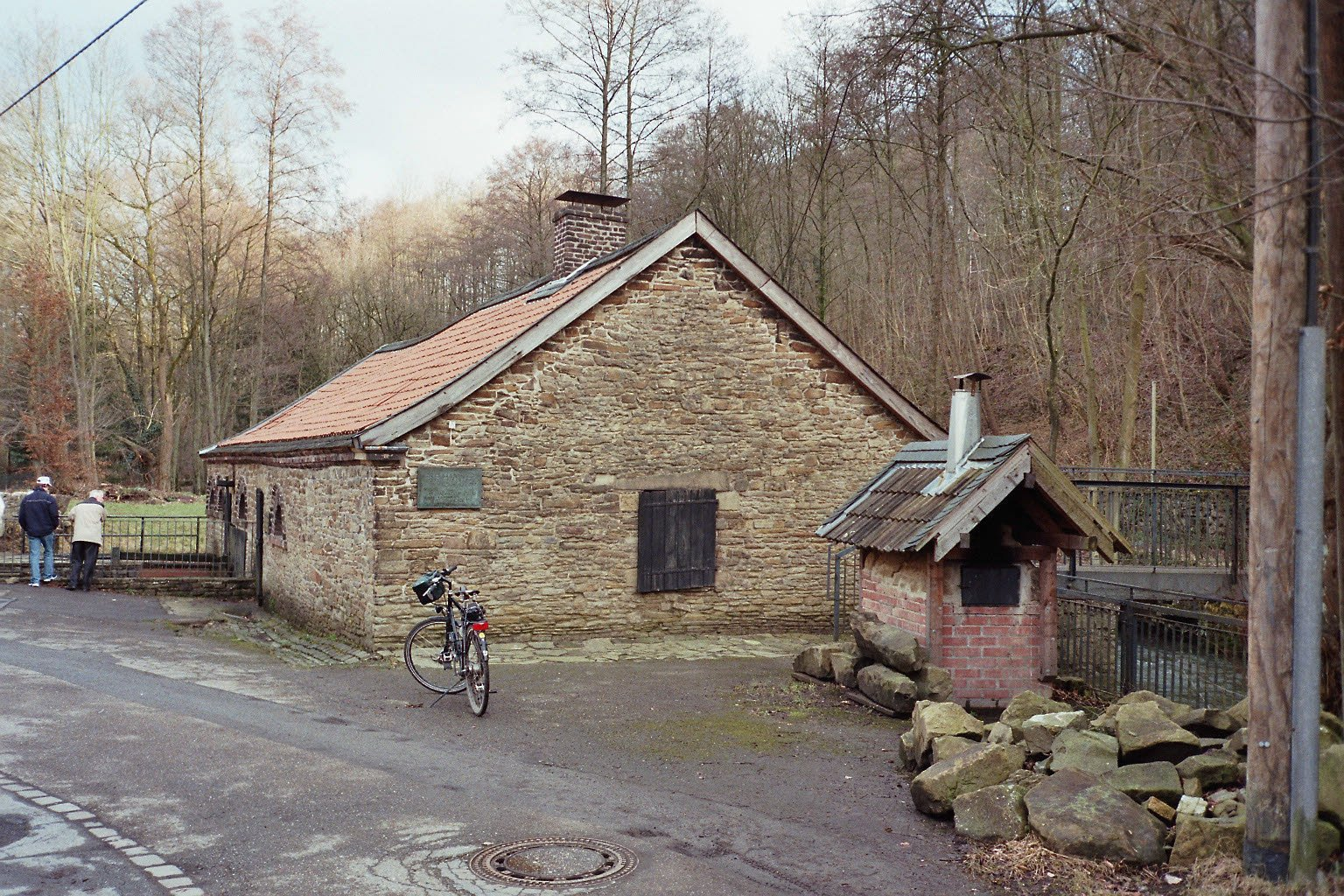

代爾巴赫河（德語：Deilbach），是德國的河流，位於該國西部，流經北萊茵-威斯特法倫州，屬於魯爾河的左支流，河道全長20.8公里，流域面積109.5平方公里。